# Turlock
La ville de Turlock est située dans le comté de Stanislaus, dans l’État de Californie, aux États-Unis. Sa population s’élevait à 72 740 habitants lors du recensement de 2020.

## Démographie
| 1880 | 1890 | 1910  | 1920  | 1930  | 1940  |
| ---- | ---- | ----- | ----- | ----- | ----- |
| 175  | 203  | 1 573 | 3 394 | 4 276 | 4 839 |

| 1950  | 1960  | 1970   | 1980   | 1990   | 2000   |
| ----- | ----- | ------ | ------ | ------ | ------ |
| 6 235 | 9 116 | 13 992 | 26 287 | 42 198 | 55 810 |

| 2010   | 2020   | - | - | - | - |
| ------ | ------ | - | - | - | - |
| 68 549 | 72 740 | - | - | - | - |

## Personnalités
- Amazon Eve (1979-), actrice.

## Source
- (en) Cet article est partiellement ou en totalité issu de l’article de Wikipédia en anglais intitulé « Turlock, California » (voir la liste des auteurs).

1. ↑  (en) « Statistiques des États-Unis - Californie - Profils des communautés de 2010 » (consulté en novembre 2020)